# Setascutum
Setascutum is een geslacht van rechtvleugeligen uit de familie grottensprinkhanen (Rhaphidophoridae). De wetenschappelijke naam van dit geslacht is voor het eerst geldig gepubliceerd in 1972 door Richards.

## Soorten
Het geslacht Setascutum omvat de volgende soorten:
- Setascutum ohauensis Richards, 1972
- Setascutum pallidum Richards, 1972